# 瓦尔塞吉·约瑟夫
瓦尔塞吉·约瑟夫（匈牙利語：Várszegi József，1910年9月7日—1977年6月12日），匈牙利男子田径运动员。他曾代表匈牙利参加1936年、1948年和1952年夏季奥林匹克运动会田径比赛，获得一枚铜牌。